# Talisson de Almeida
Talisson de Almeida (Abaré, 21 maggio 2002) è un calciatore brasiliano, attaccante del Criciúma in prestito dal RB Bragantino.

## Carriera
Nato ad Abaré, ha iniziato a giocare nel Jaguariúna e nell'Atlético Batistense, dove nel 2021 ha giocato 5 incontri e realizzato una rete nella terza divisione del campionato di Santa Catarina.
Nel 2022 si è trasferito all'Itapirense dove con l'Under-20 ha ben impressionato nella Copinha, attirando l'interesse del RB Bragantino che lo ha tesserato il 25 novembre 2022.
Promosso in prima squadra nel 2023, ha debuttato in prima squadra il 18 gennaio come sostituto di Alerrandro in un incontro del Campionato Paulista pareggiato 1-1 contro il São Bernardo. Il 6 aprile ha debuttato in Coppa Sudamericana contro il Tacuary ed ha al contempo messo a segno la prima rete in carriera nella vittoria per 4-1. Nove giorni dopo ha debuttato anche nel Brasileirão contro il Bahia.

## Statistiche

### Presenze e reti nei club
Statistiche aggiornate al 5 novembre 2023.
| Stagione        | Squadra             | Campionato      | Campionato | Campionato | Coppe nazionali | Coppe nazionali | Coppe nazionali | Coppe continentali | Coppe continentali | Coppe continentali | Altre coppe | Altre coppe | Altre coppe | Totale | Totale | Totale |
| Stagione        | Squadra             | Comp            | Pres       | Reti       | Comp            | Pres            | Reti            | Comp               | Pres               | Reti               | Comp        | Pres        | Reti        | Pres   | Reti   |        |
| --------------- | ------------------- | --------------- | ---------- | ---------- | --------------- | --------------- | --------------- | ------------------ | ------------------ | ------------------ | ----------- | ----------- | ----------- | ------ | ------ | ------ |
| 2021            | Atlético Batistense | C/SC            | 5          | 1          |                 | -               | -               |                    | -                  | -                  |             | -           | -           | 5      | 1      |        |
| 2023            | RB Bragantino       | A1/SP+A         | 1+5        | 0+3        | CB              | 0               | 0               | CS                 | 2                  | 1                  | CP          | 1           | 0           | 9      | 4      |        |
| Totale carriera | Totale carriera     | Totale carriera | 11         | 4          |                 | 0               | 0               |                    | 2                  | 1                  |             | 1           | 0           | 14     | 5      |        |